# 高秀敏
高秀敏（1959年1月28日—2005年8月18日），吉林省松原市扶余市人，国家一级演员，著名小品演员。
1982年进入扶余县民间艺术团做演员。1992年辞职做个体演员。她与赵本山、范伟合作演出了多个小品、东北二人转、电视剧等。2005年8月18日凌晨4时左右，心肌梗塞导致窒息，在长春去世。

## 人物经历
1974年，15岁的高秀敏参加县里的业余汇演，以一曲《红灯记》轰动全场。中学毕业后，热爱表演的高秀敏几次报考专业剧团均失败，于是做了业余演员。
1982年，高秀敏进入扶余民间艺术团，成为了专业的二人转演员。
1984年，她主演的《中秋月下》在吉林省二人转汇演上拿下了包括最佳作曲、剧本、男女主角6个一等奖。此后，高秀敏成为了剧团的台柱子。1986年，高秀敏获国家二级演员职称。
1988年，高秀敏与何庆魁开始业务往来。作品《谁娶谁》当年获得省二人转比赛一等奖。
1991年，何庆魁首次为高秀敏量身定做的拉场戏《两枚戒指》，再次引起轰动。1992年，高秀敏从剧团辞职，转型小品表演获得成功，并在深圳全国电视小品大赛上，获得了一金一银的优异成绩。
1994年，高秀敏首次登上央视春晚，表演的小品《密码》获得语言类节目三等奖。
1997年，与魏积安合作的小品《柳暗花明》，获得了春晚语言类节目三等奖。
1998年，在央视春晚首次与赵本山、范伟合作小品《拜年》，获得二等奖，“铁三角”初步形成。1999年，春晚小品《将心比心》获得三等奖。
2001年-2004年，连续四年与赵本山、范伟表演的小品《卖拐》、《卖车》、《心病》、《送水工》获得央视春晚语言类节目一等奖。“铁三角”表演深入人心。2001年，出演电视剧《刘老根》，在剧中饰演丁香。
2005年，最后一次春晚演出，参加了戏曲节目《守岁大观园》。同年，主演的电视剧《圣水湖畔》播出，获得了较高的收视率。2005年8月16日，参加了庆祝吉林市中油化成立55周年演出，此次演出是其生前最后一次登台表演。

## 婚姻
高秀敏有过一次婚姻，育有一女。另外，她与何庆魁的一段感情则是广为人知。她的女儿在接受《新京报》采访时提及，在《艺术人生》录制节目时高秀敏曾经说过，她和何庆魁是先有了感情后来才离开了各自的家庭，是互为第三者。
高秀敏与何庆魁共同生活近十三年，在事业上被认为是夫妻搭挡，但实际上两人不仅从未正式登记，何庆魁也从未与妻子张艳茹离婚。

## 主要作品

### 小品
- 《卖车》
- 《心病》
- 《面子》
- 《卖拐》（获2001年春节联欢晚会一等奖）
- 《密码》（获1994年春节联欢晚会三等奖）
- 《电视迷》
- 《柳暗花明》（获1997年春节联欢晚会三等奖）
- 《拜年》（获1998年春节联欢晚会二等奖）
- 《将心比心》（1999年春节联欢晚会三等奖）
- 《寡妇门前》
- 《越唱越明白》

### 电视剧
- 《刘老根》
- 《刘老根2》
- 《圣水湖畔》
- 《水兵俱乐部》
- 《一乡之长》
- 《夜深人不静》
- 《农家十二月》
- 《晚霞不是梦》
- 《月芽沟》
- 《金色海湾》
- 《黑土地、黄棉袄》
- 《半路夫妻》
- 《生存之民工》

## 评价
中国曲艺家协会的讣告：
|  | 中华人民共和国文化部中国小品艺术家协会沉痛宣告：著名二人转表演艺术家、著名小品演员高秀敏同志因心肌梗塞突发，于2005年8月18日凌晨4时在长春逝世，终年46岁。高秀敏生前一直致力于撒播欢乐和笑声，但这一次，是她第一次把悲伤留给了人们，也是最后一次。 |

高秀敏和赵本山、范伟被誉为“铁三角”。
陶泽如：“她私底下是一个比较热情的人，对人特别好。”
朱时茂：“她是一个很认真的人，每到演出，总能见她提前赶到做准备。她没有演过话剧，却能做到这一点，提前10分钟脑子里像过电影一样。作为一个老演员，不是很多人能做得到的。这一点值得我们学习。她的形象和观众缘特别好，演小品很认真，做人比较成功。虽然她和我们同龄，但我们都称她为老师。”
朱军：“高秀敏老师真的是戏如其人，她的表演非常生活化，她的生活和她的作品一样，非常简单，她为人大大咧咧，性格非常爽朗。怎么也没有想到会走得这么急。”，“最后一次见到高秀敏老师是在2个月前北京的一次活动上吧，她在台上非常精彩地唱了一段二人转，台下的观众非常喜欢。”，“那次我很感动，他们是由两个离异家庭组织在一起的，但是他们非常恩爱。高秀敏找何庆魁写小品，然后两人一起努力创业。当时还讲到了何庆魁对高秀敏的帮助，也讲到了高秀敏对何庆魁的照顾，很是恩爱。”